# Stylocheiron longicorne
Stylocheiron longicorne är en kräftdjursart som beskrevs av Georg Ossian Sars 1883. Stylocheiron longicorne ingår i släktet Stylocheiron och familjen lysräkor. Inga underarter finns listade i Catalogue of Life.